# Ginza
Ginza (/ˈɡɪnzə/ GHIN-zə; japonsko 銀座 [ɡindza]) je okrožje Čūō v Tokiu  južno od Jaesu in Kjōbaši, zahodno od Cukidžija, vzhodno od Jūrakučō in Učisaivaičō ter severno od Šinbašija. To je priljubljeno prestižno nakupovalno območje v Tokiu s številnimi mednarodno priznanimi veleblagovnicami, butiki, restavracijami in kavarnami v njegovi bližini. Velja za eno najdražjih, elegantnih in najrazkošnejših mestnih četrti na svetu.
Ginza je bilo del starega okraja Kjobaši v mestu Tokio, ki je skupaj z Nihonbašijem in Kando tvoril jedro Šitamačija, prvotnega središča mesta Edo (Tokio).

## Zgodovina
Ginza je bilo okrožje zgrajeno na nekdanjem močvirju, ki so ga zasuli v 16. stoletju. Ime Ginza prihaja po ustanovitvi kovnice srebrnikov, ustanovljene leta 1612 v obdobju Edo.
Po uničujočem požaru leta 1872, ki je požgal večino območja, je vlada Meidži območje Ginza označila za »model modernizacije«. Vlada je načrtovala gradnjo ognjevarnih opečnih zgradb in večjih, boljših ulic, ki bi povezovale postajo Šimbaši vse do tuje koncesije v Cukidžiju.
Kmalu po požaru je načrte prenove pripravil Colin Alexander McVean, glavni geodet javnih del pod vodstvom Jamao Jozo, vendar je izvedbene načrte zagotovil inženir Thomas Waters, rojen na Irskem; Bureau of Construction ministrstva za finance je skrbel za gradnjo. V naslednjem letu je bila dokončana nakupovalna promenada v zahodnem slogu na ulici od mostu Šinbaši do mostu Kjōbaši v jugozahodnem delu Čūōja z dvo- in trinadstropnimi stavbami iz gruzijske opeke.
Te opečne stavbe so bile sprva ponujene v prodajo in pozneje oddane v najem, vendar je visoka najemnina mnogim preprečila, da bi bile trajno naseljene. Poleg tega gradnja ni bila prilagojena podnebju, drzen dizajn pa je bil v nasprotju s tradicionalnim japonskim pojmovanjem gradnje domov. Nova Ginza ni bila priljubljena med gostujočimi tujci, ki so iskali mesto, ki je bolj v slogu Eda. Isabella Bird je okrožje obiskala leta 1878 in leta 1880 in zapisala, da je Ginza manj podobna orientalskemu mestu kot obrobju Chicaga ali Melbourna. Philip Terry, angleški pisec turističnih vodnikov, ga je primerjal z Broadwayem, ne v pozitivnem smislu.
Kljub temu je območje cvetelo kot simbol "«ivilizacije in razsvetljenstva« zaradi prisotnosti časopisov in revij, ki so pripomogle k širjenju najnovejših trendov dneva. Območje je bilo znano tudi po izložbah, ki so primer sodobnih marketinških tehnik. Vsi so ga obiskali, tako da se je običaj »ubijanja časa v Ginzi« močno razvil med obema svetovnima vojnama.
Večina teh stavb v evropskem slogu je izginila, nekatere starejše stavbe pa še vedno ostajajo, najbolj znana je stavba VWakō z zdaj ikoničnim stolpom z uro Hattori. Stavbo in stolp z uro je prvotno zgradil Kintarō Hattori, ustanovitelj podjetja Seiko.
Njegova nedavna zgodovina ga je videla kot pomembno postojanko zahodnih luksuznih trgovin. Ginza je priljubljena destinacija ob koncih tedna, ko je glavna arterija od leta 1960 pod guvernerjem Ryokichijem Minobejem med severom in jugom zaprta za promet.

## Gospodarstvo
Številne glavne trgovine vodilnih modnih hiš so tukaj, na območju z največjo koncentracijo zahodnih trgovin v Tokiu. To je ena od dveh lokacij v Tokiu, ki ju Chevalier in Mazzalovo smatrata za najboljši lokaciji za trgovino z luksuznim blagom. Med uglednimi trgovci višjega cenovnega razreda so ameriško podjetje Carolina Herrera New York, francoska podjetja Chanel, Dior, Louis Vuitton in Saint Laurent, italijansko podjetje Gucci ter avstrijski znamki Swarovski in Riedel.
Vodilne maloprodajne trgovine z elektroniko, kot je razstavni prostor Sony (ki se je zaprl leta 2017, nova stavba pa bo odprta leta 2022) in prva trgovina Apple Store zunaj Združenih držav, sta prav tako tukaj (Ginza 2 chome). Elektronsko podjetje Ricoh ima sedež v stavbi Ricoh v Ginzi. Soseska je velika nakupovalna četrt. Je dom veleblagovnice Vako, ki je v stavbi iz leta 1894. Stavba ima stolp z uro. Na tem območju je veliko veleblagovnic, vključno s Hankju, Seibu in Macuja, v katerih je veliko trgovin: trgovine z živili, restavracije, ženska in moška oblačila, športna oblačila in zlatarne itd. Obstajajo tudi umetniške galerije. Kabuki-za je gledališče za kabuki, eno od japonskih tradicionalnih iger, in je med Ginzo in Csukidžijem. Stavba je bila odprta leta 1889 in je bila večkrat prezidana zaradi vojne in požara. Sedanja stavba je bila zgrajena leta 2013.
Sukijyabaši Džiro (すきやばし次郎) je suši restavracija v Ginzi, ki je v lasti in upravljanju suši mojstra Jiro Ono. Bila je prva restavracija s sušijem na svetu, ki je prejela tri zvezdice iz Michelinovega vodnika, in je bila novembra 2019 odstranjena iz Michelinovega vodnika, ker ne sprejema rezervacij splošne javnosti.
- Stavba Sony in križišče v mraku. Stavba Sony je bila porušena leta 2017, nova stavba Sony pa naj bi bila dokončana in odprta jeseni 2022.
- Kabuki-za gledališče je med Ginzo in Csukidžijem, približno 15 minut hoje stran od trgovine Micukoši
- Tokyu Plaza Ginza, nakupovalno središče z brezcarinsko trgovino za obiskovalce iz drugih držav.
- Nakupovalni kompleks Ginza Six, najnovejši nakupovalni center v Ginzi. V tej stavbi je Dior Cafe.
- Ginza ponoči
- Ginza v dežju
- Ginza popoldne

## Pešcona
Vsako soboto in nedeljo od 12.00 do 17. ure je glavna ulica skozi Ginzo zaprta za motorni promet, tako da je ljudem omogočen prost sprehod. To se imenuje Hokōša Tengoku (歩行者天国) ali na kratko Hokoten, kar dobesedno pomeni »nebesa za pešce«. Nekateri ljudje se ukvarjajo z uličnimi nastopi, kot so čarovništvo in igranje na inštrumente, postavijo stojnice,... Kot znano mesto za fotografiranje nekatere mačke spijo na znakih, kjer lahko ljudje na te znake postavijo svoje mačke. Lokacija, kjer so mačke, je različna glede na datum.